# あいたま
『あいたま』は、師走冬子による日本の4コマ漫画。『COMIC HIGH』（双葉社）にて、2004年5号から連載を開始したが、同誌が6号で休刊したため連載を中断する。その後『コミックハイ!』復刊に伴い連載を再開するも再びの休刊・中断を経て、『まんがタウン』2015年8月号から連載を再開し、2020年8月号まで連載された。全13巻。2017年に舞台が上演された。

## 作品概要
未来のアイドルを育てる“あいたま”こと「天使の卵（エンジェル・エッグ）学園」にミーハーが高じて編入した主人公：暮巳あい。そんなあいと天使の笑顔を持つ毒舌ツンデレモデル、子供以上に子供らしいと言われる天才子役、タネがいつもはみ出しているマジシャンの卵、恥ずかしがり屋（でもカメラの前では過剰に露出）なグラビアアイドル、人気上昇中の歌姫、規則嫌いの委員長、超売れっ子の女子高生お笑い芸人、ニュースで噛むことの多い女子アナ先生が繰り広げる、笑いと涙と鼻血とヨダレにまみれたドタバタコメディ。

## 主な登場人物

### 高等部
暮巳あい（くれみ あい）
演 - 山上綾加
本作の主人公。重度のアイドルオタクであり、そのミーハーさが高じてアイドル育成学校である「天使の卵学園」に編入学した。
学業、運動、料理に歌や編み物と多くのことを得意とし、容姿・体型も人並み以上というハイスペックぶりだが（しかし本人にその自覚はない）、唯一にして最大の問題点のミーハーな性格が全てをかすれさせてしまう。
長期休暇の際には、仕事で忙しいアイドルたちが遊ぶ時間を持つことができるよう宿題を肩代わりすることがあり、その際には（早くアイドル達と遊びたいという気持ちもあり）驚くほどの速度でそれを終わらせてしまう。
アイドルのかわいい表情や言葉などを見ると鼻血を吹いてしまう癖があり、特に樹里の「天使の笑顔」を見た際には輸血が必要なほど大量の血液が流れ出す。
本人は何の取り柄もない平凡な人間だと思っているが周りの人間はそう思っていない。
松永樹里（まつなが じゅり）
演 - 土方蓮奈（初演）、近藤みゆき（長野公演・凱旋公演）
売り出し中のモデル。有名な時計メーカー・トウコー腕時計のブランド「エンジェル・ウオッチ」のCMにて「天使の笑顔」を持つ少女として一部で話題になった。そのためにあだ名は「天使」である。
しかしながら口が悪くドンくさいため友人がおらず、あいが生まれて初めての友人らしい。性格はツンデレ。
初めは雪乃をライバル視していたが、あいの助力もあって最近は少し心境の変化が出てきた。
マネージャーの松永凛は実の父親。
羽生ひよこ（はにゅう ひよこ）
演 - 最上みゆう（初演・長野公演）、水無月サリー（凱旋公演）
身長135センチメートルと見た目は子供そのままの子役タレント。座右の銘は「一生子役」。
その外見に反して、クラスでは副委員長を務める（委員長である久米さまが働かないため実質委員長）など地はかなりのしっかり者でクラスのツッコミ役に回ることが多い。
「子供以上に子供らしい」と現場では評判のようである。
なお、1年留年しているため他のクラスメイト達より1つ年上である。
葉月薔子（はづき しょうこ）
演 - 小林都（初演）、希咲智美（長野公演）、宮田翔子（凱旋公演）
手品師「ホワイト・ローズ」の弟子である手品師の卵。
いつも手品のタネがはみ出しているはみ出し娘。そこから転じて「はみちゃん」「はみ子」と呼ばれている。身体に仕込まれたタネの重さは数キログラムにも及ぶ。
舞台では強い精神力を発揮するが、その反動のためか普段はボーっとしていたり寝ていることが多い。
女子高生手品師としてはかなりの人気があり、ラスベガスデビューも時間の問題と言われている。
蓮とは幼馴染み。実はホワイト・ローズの娘であるが、これまで「親子」の関係は殆ど持たずずっと「師弟」として過ごしている。
舞台での名前は「天子」（てんこ）。
水橋蓮（みずはし れん）
演 - 石原由希（初演・長野公演）、水月桃子（凱旋公演）
ナイスバディなグラビアアイドル。普段は地味で恥ずかしがりやだが、カメラを向けられると無意識のうちに服を脱いだり水着姿になってポーズをとってしまう奇癖を持つ。
増える体重がすべて胸に行くことを悩んでいるが、それを（貧乳である）樹里やひよこに話すとあり得ない悩みだと激怒される。
薔子とは幼馴染み。一人になりたいときは体育用具室にこもっている。中学生の弟がいる。
白石雪乃（しらいし ゆきの）
演 - 田島伊織（初演）、葵るる（長野公演）、河合玲奈（凱旋公演）
人気上昇中の実力派歌姫。ペットの亀のセリーナを大事にしており、密かにポーチに入れて学校に持ち込んでいる。学生時代は今しかないからと音楽留学の話を蹴るなど一部の思考はあいと似通っている。雰囲気のいい曲に「ドジョウひげ酔いどれ小唄」と名付けるなどネーミングセンスは微妙。実は眼が悪く、眼鏡を着用することもある。音痴な兄（雪一（後述））がいる。
久米直己（くめ なおみ）
演 - 山藤桃子（初演・長野公演）、齊藤佳央里（凱旋公演）
自由が好きで規則嫌いなクラス委員長。用事がないのに堂々とさぼることは日常茶飯事だがテスト成績はトップクラス。
クラスからはかなり慕われて（恐れられて）おり、担任である秋沢先生ですら「久米さま」と呼ぶほどで、あまりにも恐れ多いため身体測定では身体に触れることすらできない。
クラスメイトをあだ名で呼ぶクセがあるようで、あいは「ゲンゴロウちゃん」と呼ばれている。後述の糸子は従妹で、妹のように可愛がっている。
大類苫子（おおるい とまこ）
演 - 今安琴奈
ラジオのレギュラー番組も持ちCDも出している、超売れっ子の女子高生お笑い芸人。
作詞や服飾デザインなど様々なジャンルに興味があり手を出しているが、全ての物がお笑い方向になってしまう。
普段は関西弁でしゃべっているが、これはキャラ作りのためであり出身は関西圏でない。そのため、不自然な関西弁になっているが、これが受けている要因の一つである。
アイドルフリークであるあいにとってはあくまでも興味の対象外であり、冷たくあしらわれることが多いが、苫子にはこれが心地よいツッコミに感じられているようである。しかし実は過去に「さらだ野☆とまと」という芸名でアイドルをやっていたことがあったが、元々お笑い好きな性格だったためアイドルとして自分を抑えきれず、お笑い芸人に転向した。
クラスメイト等からは「とまちゃん」と呼ばれているが、当人は「とまとまちゃん」という愛称で呼ばれたがっているらしく、時々そのように名乗る（通常の一人称は「ウチ」）。
秋沢奈緒（あきざわ なお）
演 - 近藤佳奈子
あい達の担任で、現役女子アナ。クラスの子にはかなり気を遣う、いい先生でもある。
ニュース報道では噛むことが多く、常にあいのチェックのネタとされている（あいのチェックで過去最高は32回）が、なぜか台本のあるナレーションなどでは全く噛まず、そのためニュースキャスターを降板させられるのではないかとあい達からはいつも心配されている。
惚れっぽい性格であり、恋をしたりしてテンションが上がった状態でもまったく噛まなくなる。
鈴木久美子（すずき くみこ）
演 - 大丸美鈴
あい達のクラスメイトにして、あいと同じく芸能コースではなく普通コースで天使の卵学園を受験、入学した生徒。
「芸能界プロデュース」の課題の際に、クジ引きでによりプロデュースされる対象となるが、上記の「あいたま」達に比べ特に目立った点が無く、至極「普通」の生徒であるため、目立たず地味な学園生活を送っていた（クジ引きで選ばれたときは、最初はあいですらも認識していなかった）。
しかし、憧れの久米さまに髪型を変えて貰ったことで、性格が上向きになりだんだんと明るくなる。
仁科糸子（にしな いとこ）
演 - 大林ちえり（初演）、中澤あゆみ（長野公演）、杉田菜摘（凱旋公演）
あいたまへの転入してきた一年生。久米さまの従妹でプロのテニスプレイヤーだが、スポーツに興味のないあいは存在を知らず、そのため当初はアイドルマスターとしてのあいのプライドを初めて打ち砕いた存在。
後輩でありながら、久米さまの従妹であるため彼女のことを「直ちゃん」と呼んでおり、その近しい関係性から他のヒロインから「様」付けで呼ばることになるが、本人はあまり快くおもっていない様子。
樹里同様、不器用な性格で友達を作るのが苦手なせいか、ふとした拍子に毒舌になる。
プロのスポーツ選手のため、瞬発力はズバ抜けており一瞬目を離した隙に消えていることがある。また、小柄ながらも意外と重いサーブを打つ。また時間があれば常に鍛練を怠らない努力家でもある。
越谷洋子
演 - 岡田彩（初演・凱旋公演）、麻田樹（長野公演）
苫子がイケメンスターの星神ハヤトと噂になった際、生卵を使い苫子に嫌がらせをしていた生徒。
あいの情報によれば、1年生の時に先生に告白して振られ、その時にもやはり生卵を靴に入れて嫌がらせをしていた。
所属クラスは2年3組。
皆木美裕
演 - 青島彩（初演）、あだちあさみ（長野公演）、南千紗登（凱旋公演）
越谷と一緒に苫子に嫌がらせをしていた生徒。所属クラスは越谷と同じく2年3組。
あいの情報では、イケメン俳優にストーカー的な手紙を一週間送り続けていた。

### 中等部
藤堂リサ（とうどう リサ）
中等部の生徒。既にデビューしており、CDやCM、写真集などでも人気があるアイドルの一人だが、雪乃や樹里、蓮等に阻まれ常に2位に甘んじている。そのため、彼女達を一方的に敵視している。かわいらしい外見とは裏腹に素はかなり毒舌。
雨宮晶子（あまみや しょうこ）
有名占い師「マジックレイン☆月姫」の娘で、その才能を受け継いでいるのか、本人も占いを特技とする。
辛口な母親が苦手で、「人に優しい占い」を目指している。清とリサをまとめるお姉さん的な存在。
丸山清（まるやま せい）
リサのクラスメイトでペットタレント事務所所属のトレーナー。
本人もタレントスカウトで1回テレビに出たことはあるが、活動はほぼトレーナーの仕事のみ。おもに雅次郎さんのお世話担当。

### その他の人達
羽生ひなこ（はにゅう ひなこ）
ひよこの母親で、喫茶店「ぴよぴよ」のマスター。
外見は童顔でひよこそっくりだが、中身はワイドショー好きの普通のおばさん。
ホワイトローズ
通称、「バラの女神」（ミューズ・オブ・ローズ）。
マジック界でトップクラスの実力を持つ一流のマジシャン。弟子が何百人もおり、薔子もそのうちの一人。
実際には薔子の実母なのだが、公私共々徹底して師弟関係を貫いており、親子関係はごく一部にしか知られていない。
超一流のマジシャンであるが故に、気品もオーラも他とは一線を画す程だが、実際には別荘にストーカーやパパラッチ対策で不気味な人形を置いてみたり、あいの「ひゃくおくまんてん」に大爆笑するなどお茶目な一面もある。
また、あいと2人きりになった際に一人娘である薔子を実名で呼んだり、母親として接してあげられないことを残念に思っているような場面もあったりするので、どうやら薔子との徹底した師弟関係も本心では無いようである。
マジックレイン☆月姫（マジックレイン☆つきひめ） / 雨宮千佳（あまみや ちか）
昌子の母親で占い師。
松永凛（まつなが りん）
樹里の実父にして所属事務所の社長。あまりの親バカ振りが高じて娘のマネージャーになった。
何でも甘やかし過ぎて、樹里を我儘な性格に育てた元凶。
白石雪一（しらいし ゆきと）
雪乃の兄。天才ピアニストながら狭い所が落ち着く性格らしく、あい達が初めてあった際には「家が広過ぎる」との理由壁の隙間に挟まっておりあいにすら「完璧な人ほどどこかおかしい」と言わしめた程の変人。
しかしピアノの才能は、「美しいもの好き」の久米さまがファンになる程確かなもので、その関係で妹の雪乃やあい達と出会う以前から知り合いであった。
ちなみに、雪一は久米さまに対しては単なる一ファンに過ぎず互いに特別な感情はないとしながらも、彼女のことは「直己」と下の名前を呼び捨てにしている。
川本草也（かわもと そうや）
あいの元彼。スポーツ万能・生徒会長と一見モテそうだが、授業中に「美少女セレクション」を読んでいるなど、あいと同じく重度のアイドルオタク。
あいとはディープなアイドルトークをきっかけに仲良くなったが、握手会の整理券を自分の分だけしか取らなかったことが原因で別れた。
なお付き合っていたと言っても実際はオタク会話仲間としての付き合いであり、特別なにがあったとかは一切無かったらしい。
雅次郎さん（がじろうさん）
芸名は「マロンちゃん」。清が世話するうさぎで人気のペットアイドル（オス）。仕事中は可愛らしい演技をしているが、素はかなり凶暴で目つきも凶悪、基本的に清の言うことしか聞かない上に清以外の人間には噛み付く。（例外として樹里の膝上ではおとなしく撫でられていた）。
藪原鍬次
一時期秋沢先生と恋仲になったが、実は本命のアイドルがおり、一方的に振ったプロ野球選手。名前のみ登場。
茨木美夕香（いばらき みゆか）
子役。本物の小学生であるが、ひよこをライバル視している。

## 主な舞台
天使の卵学園
本作の主な舞台となっている、アイドルの卵たちが通う学園。通称「あいたま」。高等部のほかにも中等部が存在する。
芸能コースと一般コースがあり、芸能コースは面接のみで入れるが、一般コースは面接の他に筆記試験があり、それもかなりの難関である。主人公のあいは一般コースに編入している。
卒業生の80%は芸能界入りするが、本当に売れるようになるのはごくわずか。カメラマンなど裏方に転向する者も多いらしい。

## 舞台
新宿シアター・ミラクルにて2017年10月6日から9日まで舞台が上演された。また、ピカデリーホールにて同年12月8日から10日まで上演された長野公演では『演劇地域活性化プロジェクト』の一環として、出演者の他、衣装や音響、照明に地域の人が参加した他、シアター朝日にて2018年3月16日から18日まで『演劇地域活性化プロジェクト』の第2弾として大阪公演が上演された。その後、恵比寿・エコー劇場にて同年6月13日から17日まで凱旋公演が上演。脚本を大石晟雄、演出をあだちあさみが担当。出演者は#主な登場人物を参照。

## 関連作品
作者の別作品とも少なからず関わりを持っている。
- 奥さまはアイドル♥
同じく芸能活動をテーマにした作品であるため、両作品のキャラクターの出張出演率が高い（『奥さま』キャラの『あいたま』登場回はかなり多いが、その逆は珍しい）。

- 花やか梅ちゃん
後述のコラボや描き下ろしでは共演していたが、『あいたま』本編に『花梅』のキャラクターが登場したことで、この設定が正式なものになった。

## 書誌情報
- 師走冬子『あいたま』 双葉社〈アクションコミックス コミックハイブランド〉、全13巻
  1. 2006年11月11日発売、ISBN 4-575-94044-5
  2. 2007年11月12日発売、ISBN 978-4-575-94137-1
  3. 2009年5月12日発売、ISBN 978-4-575-94228-6
  4. 2010年5月12日発売、ISBN 978-4-575-94279-8
  5. 2011年6月10日発売、ISBN 978-4-575-94322-1
  6. 2012年10月12日発売、ISBN 978-4-575-94363-4
  7. 2013年11月12日発売、ISBN 978-4-575-94394-8
  8. 2015年2月10日発売、ISBN 978-4-575-94442-6
  9. 2016年5月28日発売、ISBN 978-4-575-94473-0
この巻には『コミックハイ!』連載分と『まんがタウン』連載分が共に含まれる。掲載順が初出順から変更され、『まんがタウン』読者向けキャラクター紹介を兼ねた同誌1話目が巻頭に収録されている。
  10. 2017年5月12日発売、ISBN 978-4-575-94500-3
  11. 2018年6月12日発売、ISBN 978-4-575-94529-4
  12. 2019年8月8日発売、ISBN 978-4-575-94556-0
  13. 2020年9月12日発売、ISBN 978-4-575-94575-1

- コラボマンガ「花×たま」
2006年夏コミで発行された企画本「コミックジュニアハイ!」にて、作者の別作品『花やか梅ちゃん』とのコラボマンガが掲載され、単行本1巻に収録されている。あいが「あいたま」に転校する前の学校の級友として、『花梅』主人公の梅（高校生バージョン）が出演した。また、『花梅』3巻の描き下ろしで、梅の高校生時代を描いたシーンにあいが登場している。